# Кэмпбелл, Томас (поэт)
Томас Кэмпбелл (англ. Thomas Campbell; 27 июля 1777, Глазго, Шотландия — 15 июня 1844, Булонь, Франция) — шотландский поэт.

## Биография
Томас Кэмпбелл родился 27 июля 1777 года в городе Глазго; происходил из знатного, но обедневшего аристократического рода. Учился в Университете Глазго.
Уже при жизни снискал широкую популярность благодаря, главным образом, своим балладам на темы из английской и шотландской истории, таких, как «Гленара» (англ. Glenara) и «Уллин и его дочь» (англ. Ballad of Lord Ullin’s Daughter). В 1799 году издал дидактическую поэму «Радости надежды» (англ. The Pleasures of Hope), написанную в традициях классицизма, в которой он резко восстал против раздела Польши, ужасов войны, рабства и работорговли.
Также он является автором лирико-романтической поэмы «Гертруда из Вайоминга», описывающую жизнь молодых поселенцев в Новом Свете.
Будучи первоначально либералом и горячим сторонником Великой французской революции, во время наполеоновских войн Кэмпбелл перешёл в ряды патриотов — консерваторов.
В 1800 г. Кэмпбелл совершил путешествие по Европе, виделся в Германии с Клопштоком и другими литературными знаменитостями и был свидетелем нескольких эпизодов наполеоновских войн в Германии; там он написал несколько из своих лучших стихотворений, между прочим «The Exile of Erin», внушенное встречей с ирландскими эмигрантами в Гамбурге.
В 1803 году Кэмпбелл женился на своей двоюродной сестре Матильде Синклер и обосновался в Лондоне, где был хорошо принят в обществе вигов, особенно в Холланд-хаусе. Несмотря на скромные перспективы, в 1805 году он получил правительственную пенсию в размере 200 фунтов стерлингов, после чего семья Кэмпбеллов переехала в Сиденхем. Этот период стал значимым этапом в социальной и финансовой стабилизации жизни Кэмпбелла после заключения брака.
Большой успех после возвращения его в Лондон имели два новые его стихотворения: «Lochiel’s Warning» и «Hohenlinden» (о битве при Гогенлиндене); последнее считается одним из самых поэтичных и эффектных описаний битв в английской поэзии. К тому же времени относятся патриотические военные песни Кэмпбелла («Ye mariners of England» и «Battle of the Baltic»), за которые он получил пенсию.
В 1809 г. была напечатана вторая большая поэма Кэмпбелла, «Gertrude of Wyoming, a Pennsylvanian tale»
В 1812 году он провел серию лекций о поэзии в Королевском институте Лондона, затем в 1814 посетил Париж, где познакомился с известными интеллектуалами. В 1815 году финансовые трудности были облегчены наследством в £4000, после чего в 1819 он опубликовал Specimens of the British poets, включавшие подборку с краткими биографиями и критическим эссе о поэзии. В 1820 году он стал редактором New Monthly Magazine и совершил поездку по Германии, а в 1824 выпустил поэму Theodric о домашней жизни, не получившую большого успеха.
Из его компилятивных и критических трудов наиболее замечательны «Specimens of the British poets». Он является одним из основателей Лондонского университета.